# Poem în proză
Un poem în proză este un poem care are caracteristica de a nu se supune nici unei reguli structurale precise privind rima, numărul de silabe al fiecărui vers, ritmul etc. Cu toate acestea un poem în proză se recunoaște ușor prin forma sa elaborată: calitatea imaginilor, jocurile de sonorități, efectele rimelor îi dau o poeticitate imposibil de negat chiar dacă uneori folosește o limbă prozaică. El se distinge de proza poetică prin unitatea și lapidaritatea sa.